# Vesthimmerland
Vesthimmerland é um município da Dinamarca, localizado na região da Jutlândia do Norte.
O município tem uma área de 815 km² e uma população de 37 841 habitantes, segundo o censo de 2007.
Foi instituído a 1 de Janeiro de 2007 no decurso da reforma administrativa de 2004-2007, agregando os antigos municípios de Aalestrup, Farsø e Løgstør e Aars.